# Sinfonieorchester Münster

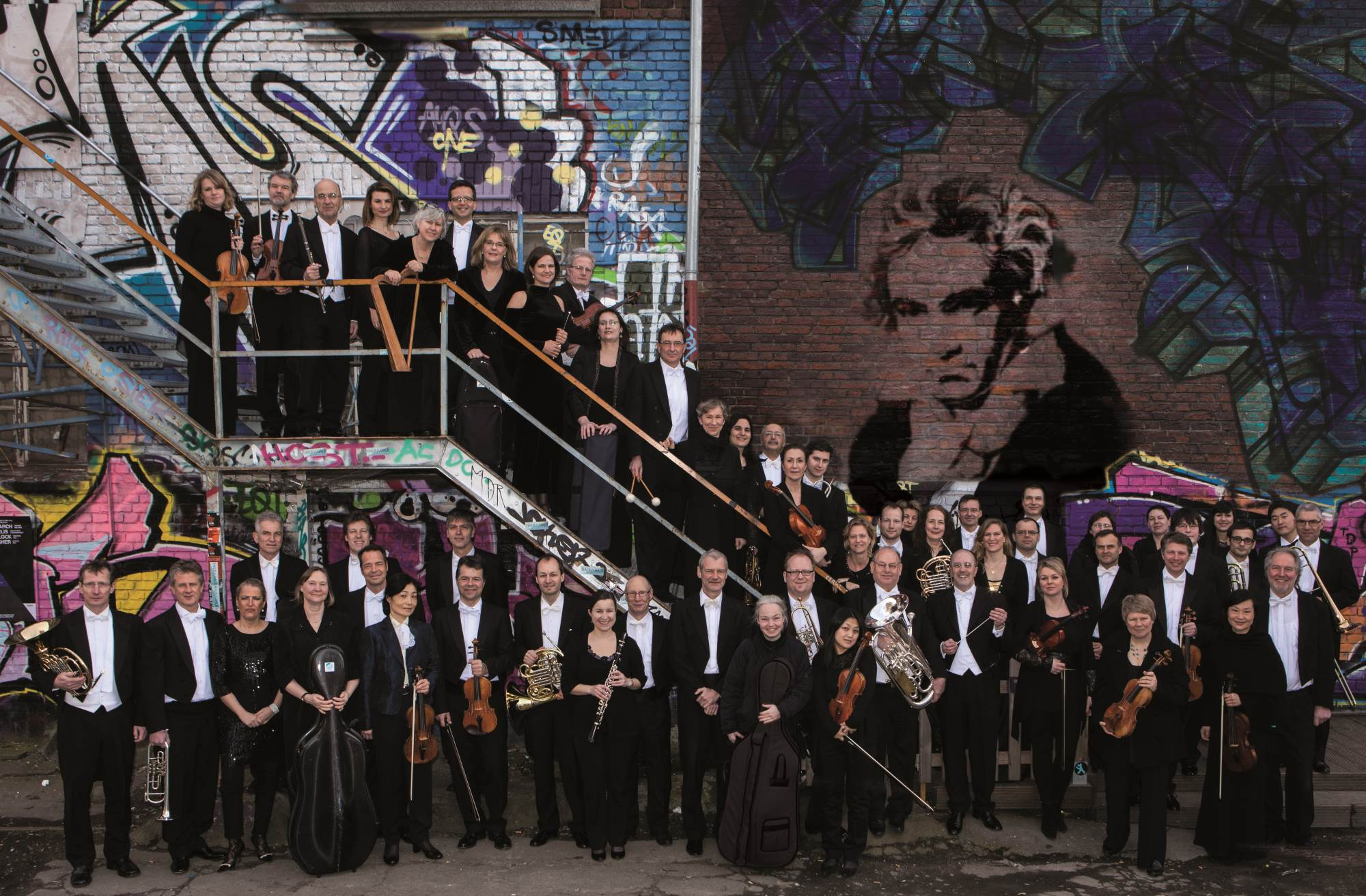
Das Sinfonieorchester Münster

Das Sinfonieorchester Münster ist das Orchester der westfälischen Stadt Münster. Die Konzerte finden regelmäßig im Theater Münster statt.
Das Sinfonieorchester Münster gibt rund 80 Konzerte pro Jahr. Neben den großen sinfonischen Werken aus mehr als drei Jahrhunderten findet sich auf dem Programm die ganze musikalische Vielfalt von Kammerkonzerten über Kinder-, Chor- und Kinokonzerte bis zu großen Open-Air-Veranstaltungen. Das Orchester lädt regelmäßig Solisten von Weltrang ein. Kooperationen mit befreundeten Orchestern ermöglichen Aufführungen aufwendiger Werke mit großer Besetzung.

## Geschichte
Das Sinfonieorchester Münster, gegründet 1919, ist eine der tragenden Säulen des Münsterschen Musiklebens und gewann in seiner bewegten Geschichte schnell überregionale Beachtung. Wiederholt folgten bereits in den ersten Jahren seines Bestehens berühmte Komponisten wie Hans Pfitzner (1921) oder Richard Strauss (1924) der Einladung zum Dirigat eigener Werke, später auch Paul Hindemith (1955).
Nach dem Zweiten Weltkrieg trug das Orchester im zerstörten Münster mit Freilichtkonzerten im Schlossgarten zum Neubeginn des kulturellen Lebens bei. Seinen guten Ruf festigte das Orchester unter den Generalmusikdirektoren Reinhard Peters (1961–1970), Alfred Walter (1970–1985) und Lutz Herbig (1985–1992). 1992 wurde Will Humburg zum Generalmusikdirektor berufen, von 2004 bis 2007 bekleidete Rainer Mühlbach dieses Amt, das seit der Saison 2007/08 Fabrizio Ventura innehatte. Er wurde zur Saison 2017/18 von Golo Berg abgelöst.
Zahlreiche Preise und Auszeichnungen würdigen die Arbeit des Sinfonieorchesters Münster, darunter die Gustav-Mahler-Medaille und der Preis für das beste Konzertjahresprogramm Deutschlands durch den Deutschen Musikverlegerverband (1993). Im Juni 2013 führte eine Gastspieleinladung das Sinfonieorchester Münster mit Fabrizio Ventura zur Sala Verdi in Mailand.
Es liegen CD-Einspielungen von Anton Bruckners 9. Sinfonie, von diversen Kinderkonzertprogrammen sowie von Werken der Komponisten Klöffler, Gluck und Graun („Papier. Klänge“) vor. 2016 erschien das Werk MANFRED von Robert Schumann mit dem Text von Lord Byron als CD bei Ars Production.

## Generalmusikdirektoren
- 1921–1924: Fritz Volbach
- 1924–1927: Rudolf Schulz-Dornburg

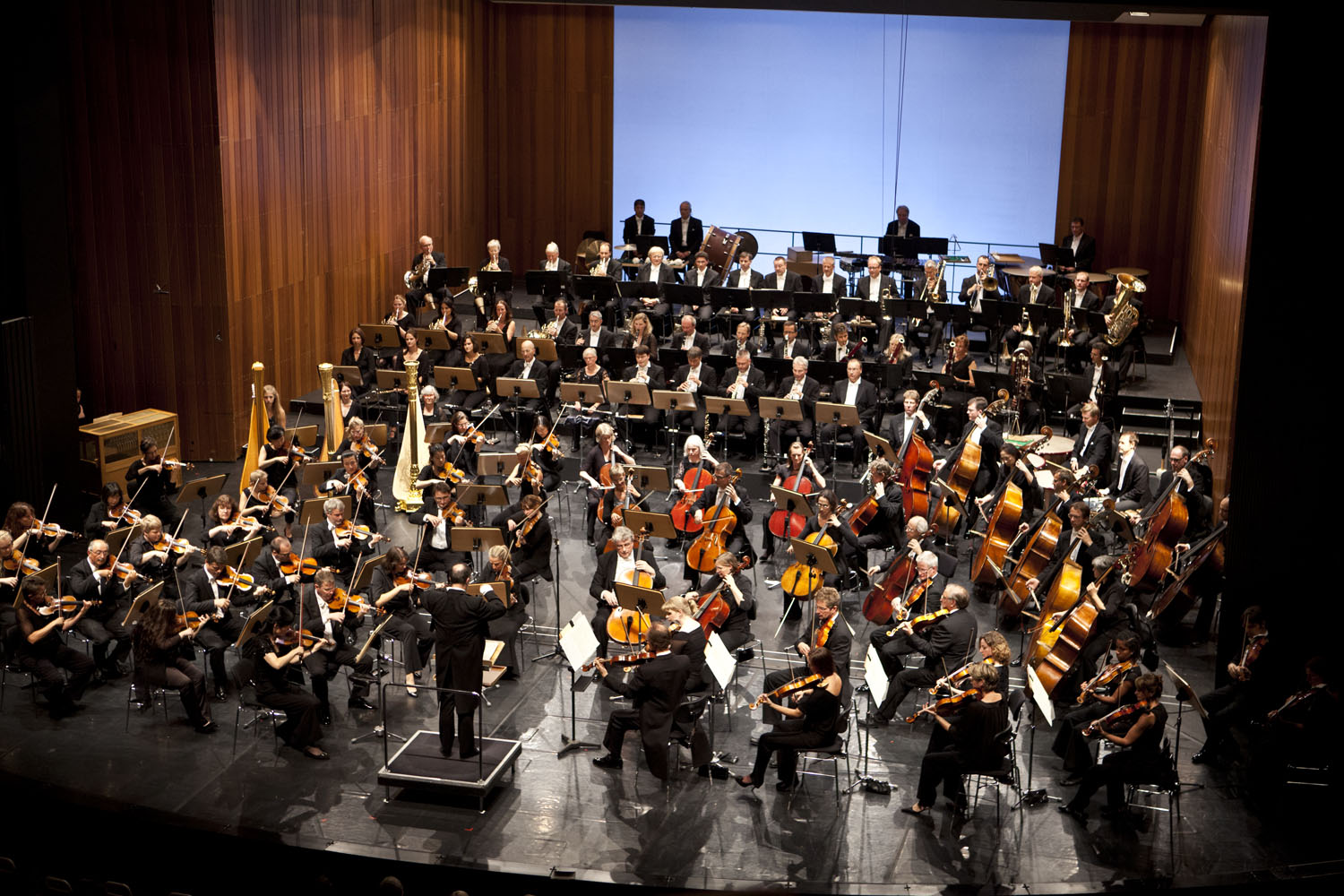
Das Sinfonieorchester Münster auf der Bühne des Theaters Münster

- 1927–1931: Richard Ritter von Alpenburg
- 1932–1934: Georg Ludwig Jochum
- 1934–1937: Eugen Papst
- 1937–1941: Hans Rosbaud
- 1941–1951: Heinz Dressel
- 1951–1961: Robert Wagner
- 1961–1970: Reinhard Peters
- 1970–1985: Alfred Walter
- 1985–1992: Lutz Herbig
- 1992–2004: Will Humburg
- 2004–2007: Rainer Mühlbach
- 2007–2017: Fabrizio Ventura
- seit 2017: Golo Berg

## Freunde und Förderer

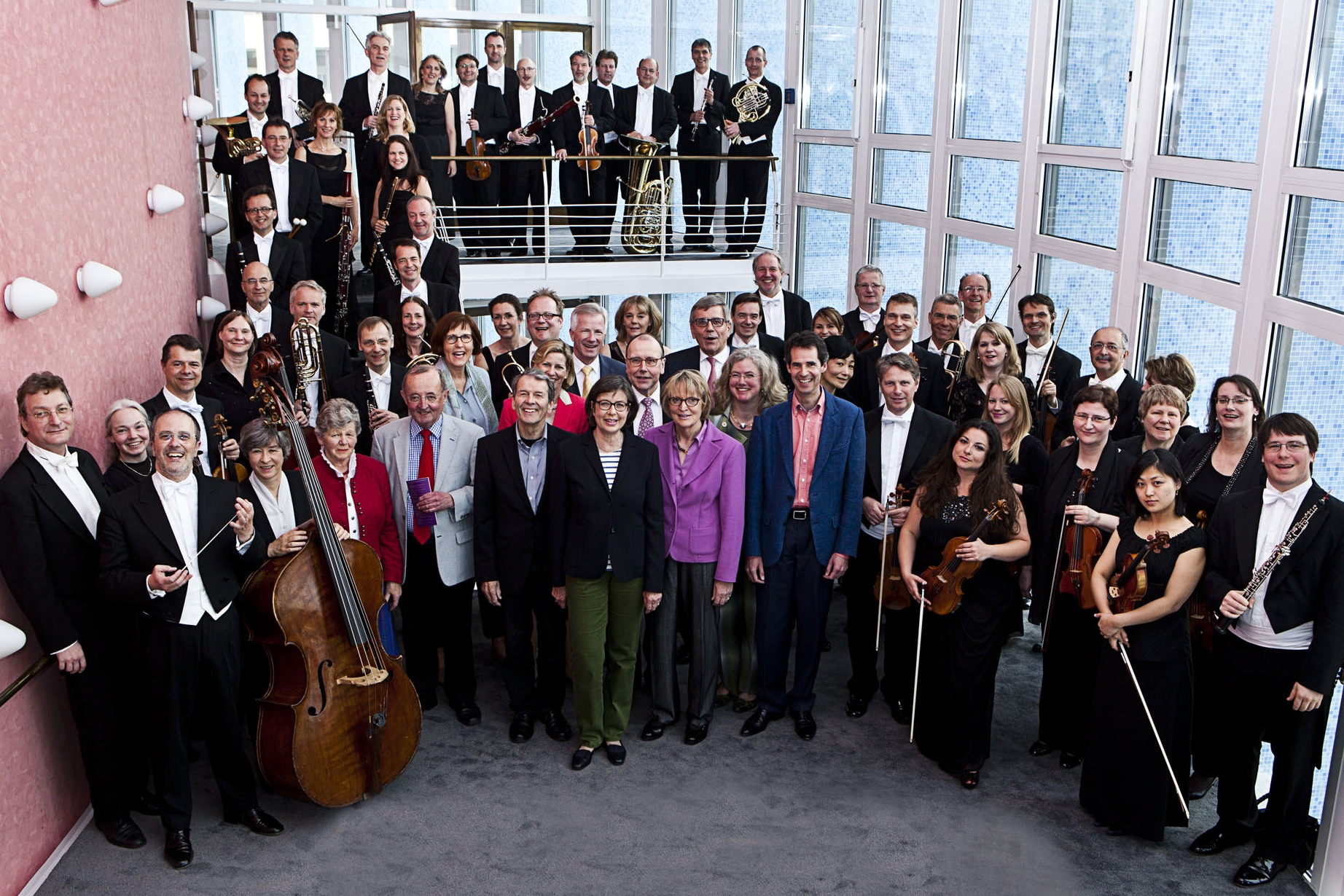
Die Freunde und Förderer des Sinfonieorchesters Münster

Engagierte Münsteraner Bürger haben Ende 2009 die „Freunde und Förderer des Sinfonieorchesters Münster e. V.“ gegründet. Inzwischen haben sich bereits fast 800 Musikfreunde der Initiative zur Unterstützung des Sinfonieorchesters Münster angeschlossen.
Mit der finanziellen Förderung wurden in den letzten Jahren zahlreiche Klassik-Stars u. a. Frank Peter Zimmermann, Tanja und Christian Tetzlaff, Arabella Steinbacher, David Geringas, Albrecht Mayer, Daniel Müller-Schott, Sabine Meyer, Reinhold Friedrich und Xavier de Maistre als Gastsolisten gewonnen. Auch wurden 2012, 2014, 2016 und 2018 die Festivals der sakralen Musik Musica Sacra Münster und 2015 und 2017 die Tage der Barockmusik unterstützt.